# Tameshigiri

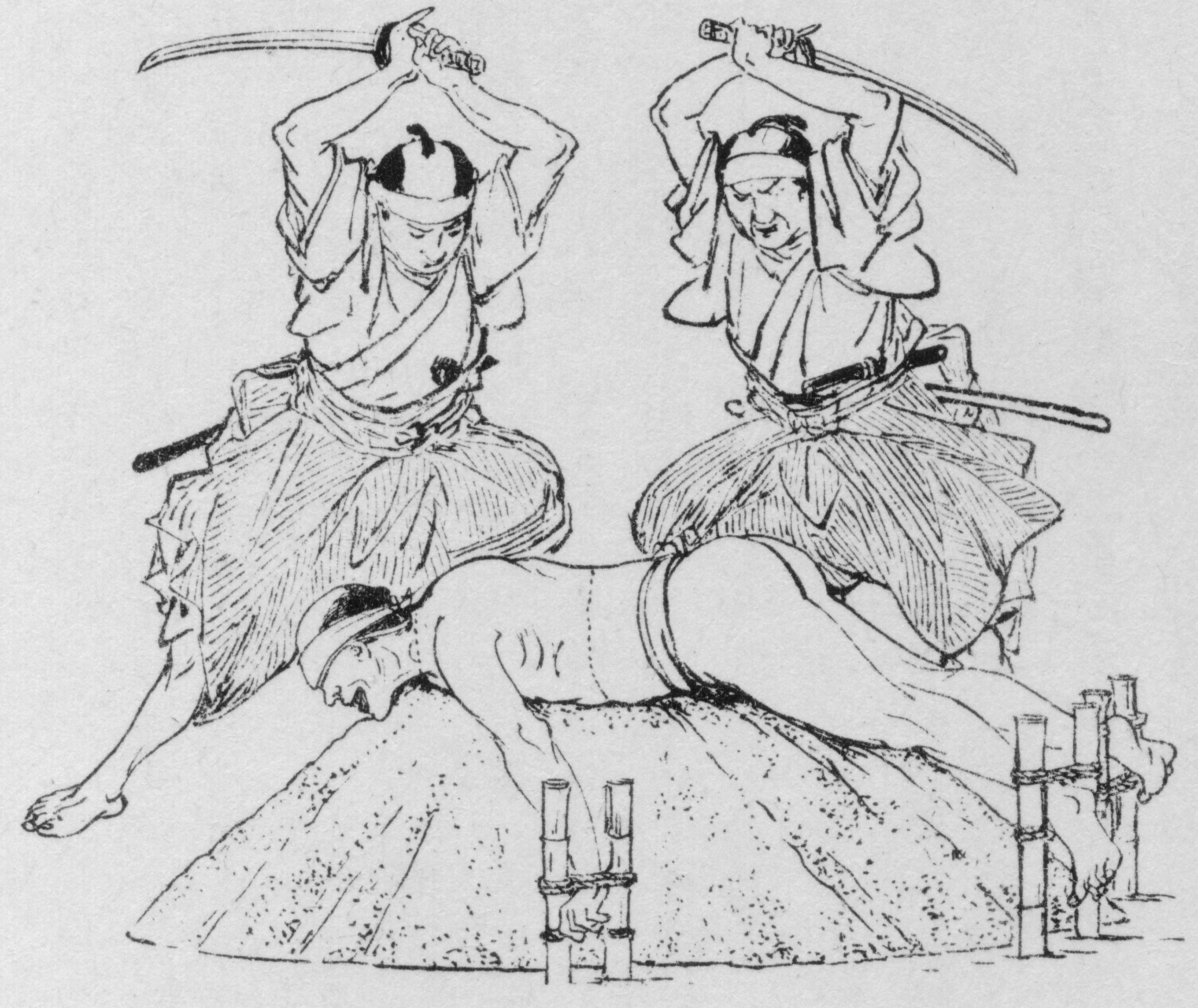
Tameshigiri (Testschnitt) an einem verurteilten Verbrecher (Lebendkörper-Hinrichtung). Die Illustration stammt aus einem Buch aus dem Jahr 1927.

Tameshigiri (jap. 試し斬り tameshi giri) ist ein Schnitttest mit japanischen Schwertern, oft Katana. Im japanischen Mittelalter erprobten Schwert-Tester, gelegentlich auch Samurai, neue Klingen an den Körpern von Exekutierten oder auch an Lebenden. Es wurden bis zu drei Körper gleichzeitig verwendet. Die Ergebnisse dieser Schnitttestes wurde auf der Klingenangel (Nakago) vermerkt. Dieser Eintrag findet sich oft auf Klingen des Schwertschmieds Kotetsu (長曽祢虎徹 Nagasone Kotetsu * 1600 bis † 1673). Samurai ließen dies auch an lebenden Verurteilten ausführen.
Heute werden speziell gewickelte Matten (Tatami-Omote) aus Igusa-Gras (= Flatter-Binse (Juncus effusus)), die man 12 Stunden vor dem Schnitt in Wasser quellen lässt, danach etwa 4 Stunden trocknet, oder grüne Bambusstangen mit einem Durchmesser von etwa 5,7 cm bis etwa 12,7 cm benutzt. Mit einem scharfen Schwert werden verschiedene Schnitte geübt: diagonale, horizontale, senkrechte, einhändige oder zweihändige Schnitte. An der Schnittfläche lässt sich die Qualität der Klinge und die Schnitttechnik des Ausübenden erkennen. Wichtig hierbei ist, dass der Winkel der Klinge exakt mit dem Winkel des Schnitts übereinstimmt, da anderenfalls das Schwert verkantet wird, was den sauberen Schnitt vereitelt und sogar zum Verbiegen oder – selten – zum Bruch der Klinge führen kann.
Tameshigiri hat damit nichts mit Iaidō zu tun, wird aber von einigen Iaidoka praktiziert, um ihre Schnitttechnik zu testen. Auch im europäischen historischen Schwertkampf war es ein wichtiger Bestandteil, der regelmäßig geübt wurde. Der Schnitttest verbessert die Klingenführung, die Haltung und das Gefühl für die Waffe nachhaltig.
Jeder Schnitttest birgt Risiken für die Klinge und kann beispielsweise die Politur beschädigen. Daher wurden besonders wertvolle oder historisch bedeutende Klingen meist von den Tests ausgenommen, etwa Klingen der berühmten Schmiede Masamune und Muramasa.